# Parignargues
Parignargues (okzitanisch: Parinhargues) ist eine französische Gemeinde mit 656 Einwohnern (Stand: 1. Januar 2022) im Département Gard in der Region Okzitanien. Sie gehört zum Arrondissement Nîmes und zum Kanton Calvisson.

## Geografie
Parignargues liegt etwa zwölf Kilometer westnordwestlich des Stadtzentrums von Nîmes. Umgeben wird Parignargues von den Nachbargemeinden Gajan im Norden, Nîmes im Osten, Clarensac im Süden, Saint-Côme-et-Maruéjols im Süden und Südwesten, Montpezat im Südwesten sowie Saint-Mamert-du-Gard im Westen.

## Bevölkerungsentwicklung
| Jahr                       | 1962 | 1968 | 1975 | 1982 | 1990 | 1999 | 2006 | 2020 |
| -------------------------- | ---- | ---- | ---- | ---- | ---- | ---- | ---- | ---- |
| Einwohner                  | 164  | 235  | 328  | 438  | 482  | 567  | 579  | 711  |
| Quellen: Cassini und INSEE |      |      |      |      |      |      |      |      |

## Sehenswürdigkeiten
- katholische Kirche Mariä Himmelfahrt
- protestantische Kirche
- Uhrenturm

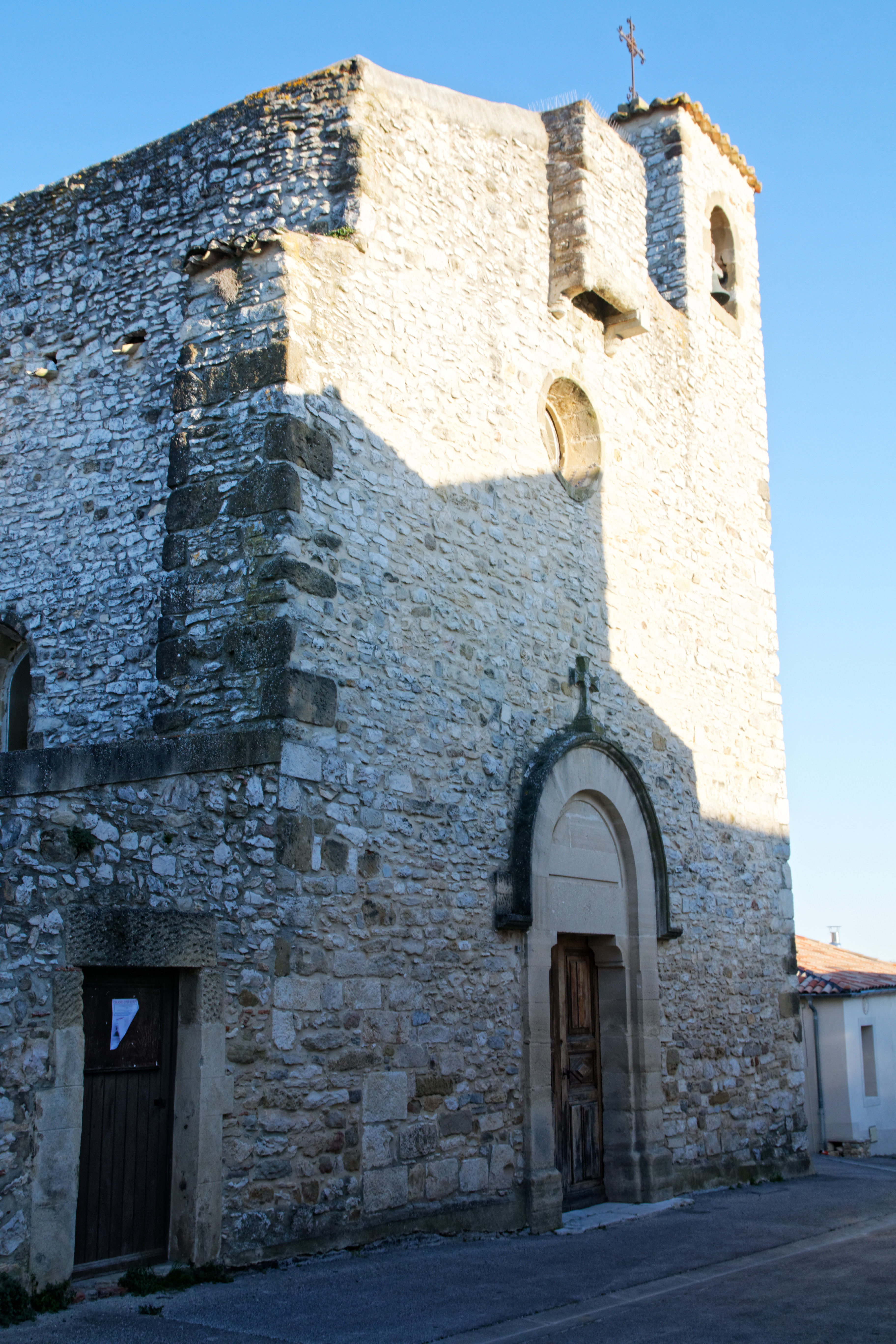
Kirche Mariä Himmelfahrt
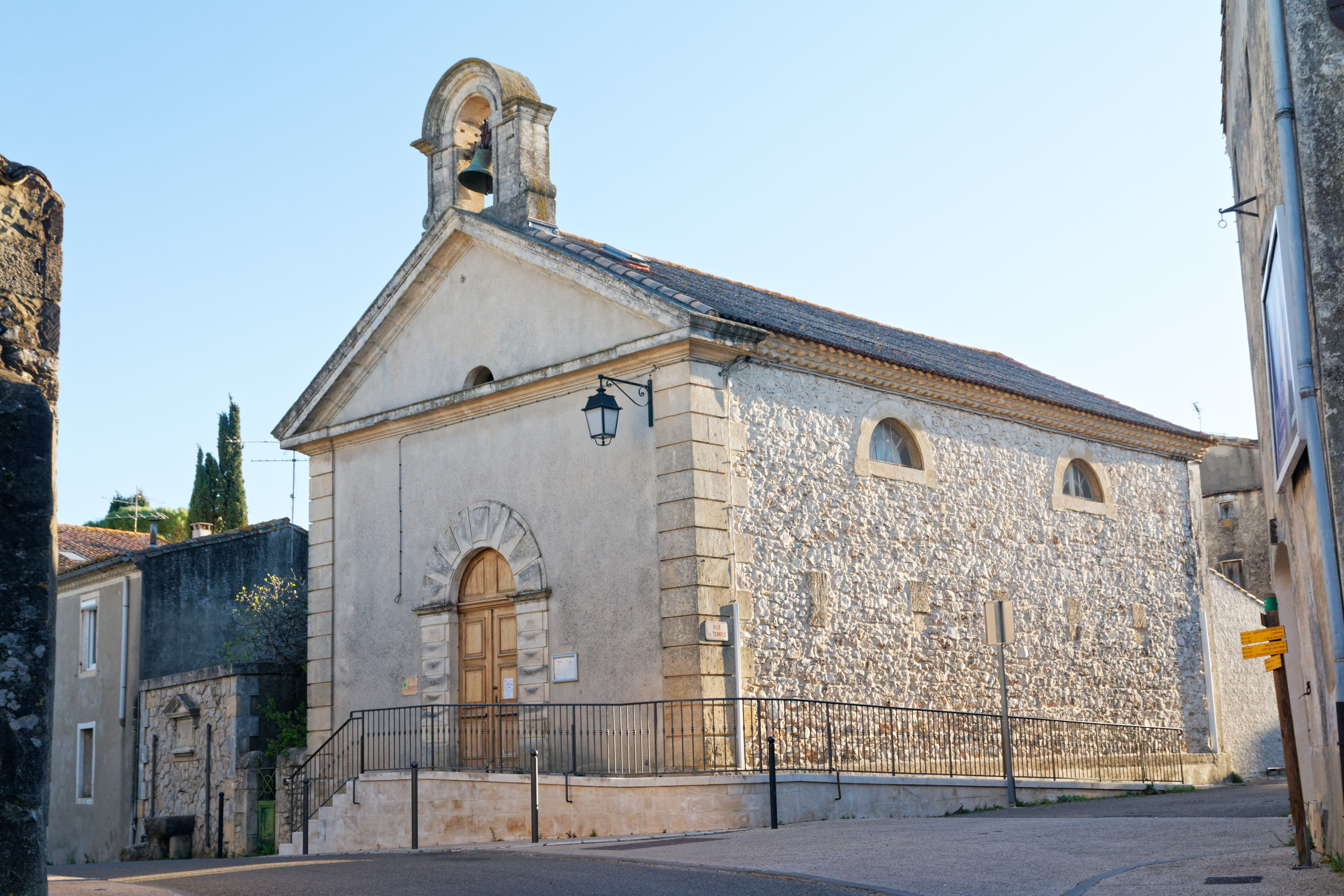
Protestantische Kirche
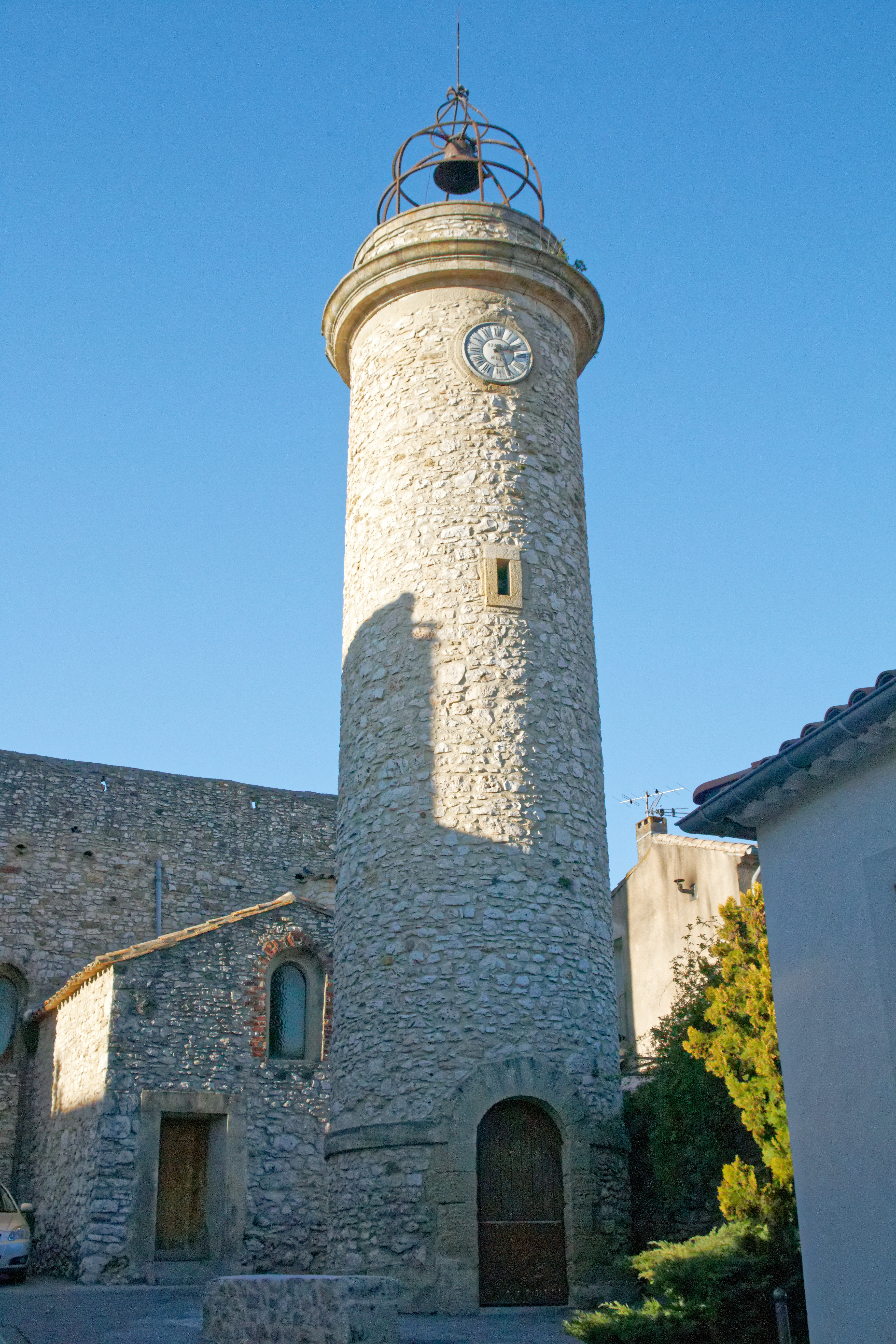
Uhrenturm
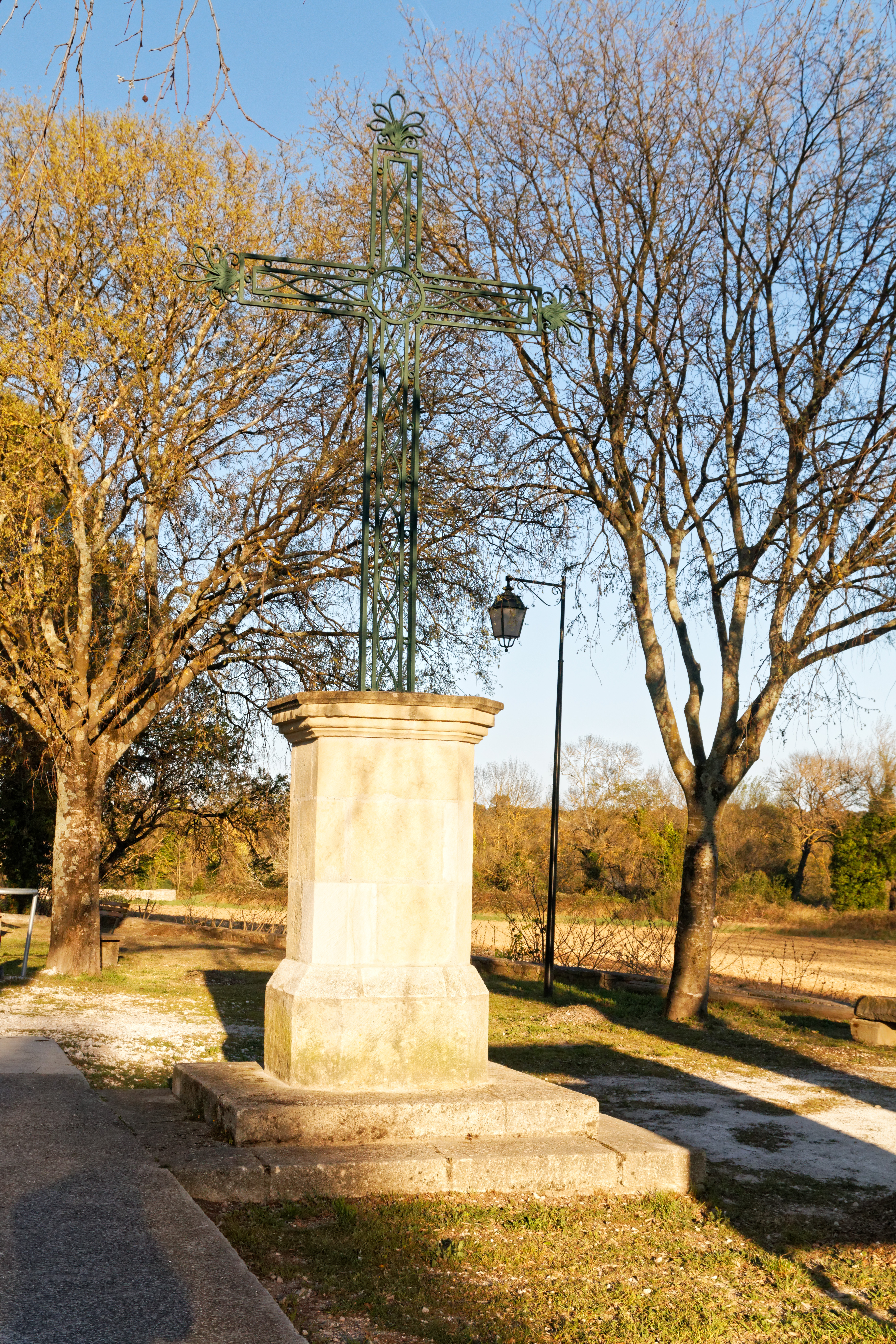
Missionskreuz